# Saxifrage paniculée
Saxifraga paniculata
Espèce
Classification phylogénétique
La Saxifrage paniculée, saxifrage en panicules ou saxifrage aizoon (Saxifraga paniculata), est une espèce de plante herbacée vivace de la famille des Saxifragacées.

## Dénomination
Synonymes (d'après ITIS)
- Saxifraga aizoon Jacq.
- Chondrosea aizoon (Jacq.) Haw.
- Chondrosea paniculata (Mill.) Á. Löve
- Saxifraga paniculata ssp. neogaea (Butters) D. Löve
- Saxifraga paniculata ssp. paniculata Mill.
- Chondrosea paniculata ssp. neogaea (Butters) Á. Löve
- Saxifraga aizoon ssp. neogaea (Butters) Á. Löve & D. Löve
- Saxifraga aizoon var. neogaea Butters

## Description
- Forme : tige de 10 à 30 cm de haut. À la base, rosettes réunies en masse compacte s'insinuant dans les fissures ou s'étalant à la surface du rocher.
- Feuilles : très coriaces d'un vert grisâtre finement dentées sur les bords avec une ponctuation blanchâtre sur chaque dent.
- Fleurs : fleurs blanches ou d'un jaune très pâle.
- Floraison : de juin à août.
- Habitat : rochers. Selon les massifs elle sera uniquement sur du calcaire ou uniquement sur silice, ou indifféremment.
- Altitude : normalement entre 1 000 et 2 800 m, mais localement peut descendre à 450 m ou dépasser les 3 000 m selon les conditions.

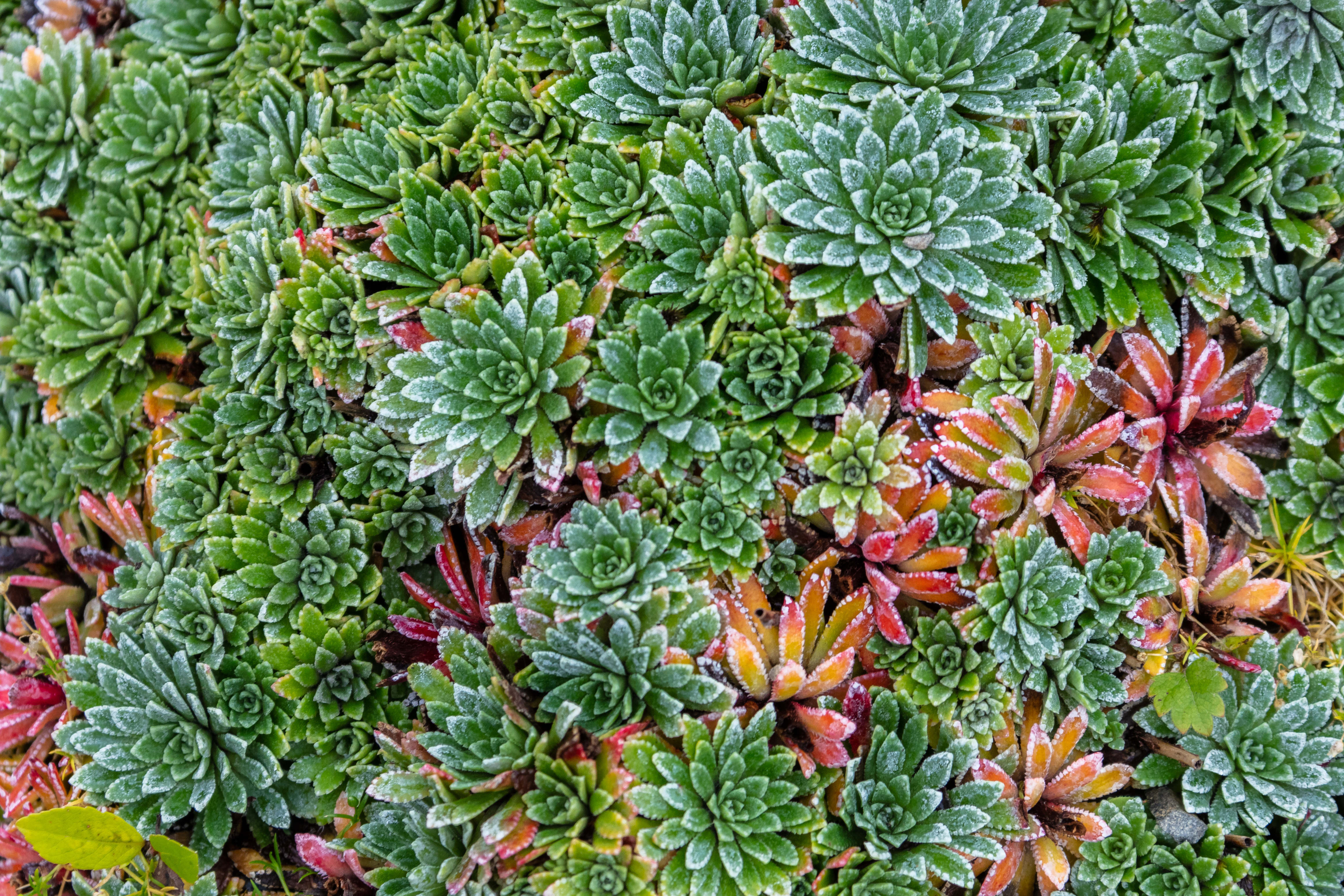
Sans fleurs.

- Toxicité : non
- Plante protégée : non

## Usages
Les Romains s'en servaient dans leur cuisine.